# Palos de la Frontera
Palos de la Frontera es una ciudad y municipio español situado en la provincia de Huelva (Andalucía). En el año 2024 contaba con 12 663 habitantes (INE) y una densidad de población de 255,30 hab/km².
La economía de la ciudad dependió tradicionalmente de las labores del mar, tanto pesqueras como de comercio. Pero debido a la emigración hacia las tierras americanas y poblaciones limítrofes, la flota pesquera y comercial fue desapareciendo casi por completo, con lo que el municipio dejó de lado el mar y se dedicó a las labores agropecuarias. Desde el último tercio del siglo XX el principal motor económico es el cultivo y recogida del fresón, siendo exportado el producto a gran parte de la Unión Europea. Además en el término municipal se encuentra implantada una importante cantidad de fábricas e industrias, dedicadas a actividades como el refino de petróleo para la producción de combustibles, o el almacenamiento y regasificación de gas natural licuado.
Si bien existen vestigios de poblamiento en la zona desde el Paleolítico superior, Palos de la Frontera nace, documentalmente hablando, a comienzos del siglo XIV, cuando Alfonso XI de Castilla la dona a Alonso Carro. 
La historia de esta ciudad está íntimamente ligada a las labores marítimas y a los descubrimientos geográficos. Es por lo que Palos de la Frontera es conocida como la cuna del descubrimiento de América (como afirma en su escudo), ya que en esta ciudad se gestó y se preparó el primer viaje de Cristóbal Colón hacia las Indias. Zarparon del puerto de esta ciudad el 3 de agosto de 1492, llegando el 12 de octubre de dicho año a una isla del actual continente americano, que por entonces era desconocido por los europeos.
Por ello, Palos forma parte del itinerario histórico-artístico conocido como los Lugares Colombinos. En la actualidad se está culminando el proceso para la declaración de los Lugares Colombinos como Patrimonio de la Humanidad.

## Símbolos
El escudo municipal de Palos de la Frontera se basa, en parte, en el concedido por el emperador Carlos V, el 23 de septiembre de 1519, a los hermanos Pinzón y a los marinos de Palos de la Frontera que fueron con ellos a descubrir las Indias.
Descripción heráldica: «Escudo español. De azur, dos carabelas al centro y en punta una nao en sus colores naturales, todo ello en el mar sobre ondas de plata y movientes de los flancos dos mitades del mundo, también en su color natural. Bordura de oro con cuatro corazones de gules y cuatro áncoras de sable alternados. Se presenta cargado sobre un campo de pergamino de plata, al pie del mismo cinta flotante con la leyenda: «Cuna del Descubrimiento», por timbre corona real abierta».
El ayuntamiento viene usando este sello para validar su documentación desde 1968.
La bandera de Palos de la Frontera está compuesta de tres franjas paralelas entre sí y perpendiculares en el asta, de igual dimensión. La primera amarilla, la segunda blanca y la tercera azul. Centrado y sobrepuesto el escudo de armas local.

## Geografía
Sus coordenadas geográficas son 37°13′N 6°53′O / 37.217, -6.883, y su altitud media es de aproximadamente 25 metros sobre el nivel del mar, a una distancia de unos 14 kilómetros de la capital de provincia, Huelva, a 9 kilómetros de la vecina ciudad de Moguer, y a pocos kilómetros de las playas de Mazagón, mancomunidad perteneciente a ambos municipios, Moguer y Palos de la Frontera, siendo su extensión superficial de 49,3 km². 
| Noroeste: Huelva                     | Norte: Río Tinto                      | Noreste: Moguer                     |
| Oeste: Huelva y Río Tinto            |                                       | Este: Moguer                        |
| Suroeste: Isla Saltés y Punta Umbría | Sur: Ría de Huelva y Océano Atlántico | Sureste: Almonte y Océano Atlántico |

Palos de la Frontera se encuentra ubicada al sudoeste de la península ibérica, en la denominada Tierra Llana de la provincia de Huelva, (la provincia más occidental de la comunidad andaluza fronteriza con el sur de Portugal), en la margen izquierda del río Tinto, a cuatro kilómetros de su desembocadura en el Atlántico, en unión con el río Odiel, en la denominada Ría de Huelva, cuyas aguas constituyen el límite meridional de las 4873 hectáreas de su término municipal.

### Relieve
La principal característica geológica de la zona, por lo general, es ser de terrenos de la era terciaria, cuaternaria y reciente. El paisaje del término municipal de Palos de la Frontera está constituido por tres zonas características diferenciadas: campiña, marismas y costa. 
La composición del terreno de la campiña de arcillas arenosas y guijas, rojizas por el manto diluvial cuaternario, y que se encuentra situado sobre arcillas y calizas terrosas terciarias, hacen de esta zona la más adecuada para las actividades agrícolas, aunque desafortunadamente no es muy extensa dado el reducido término de Palos de la Frontera.
Las marismas y lagunas ocupan una extensa franja de terreno en los límites meridionales del término municipal y en la ribera del río Tinto, entre ellas encontramos la laguna primera de Palos, la de las madres o el estero Domingo Rubio. Una de las principales características de las marismas es la biodiversidad que se da en ellas, desde ánades, cormoranes, calamones, hasta garcillas y garzas reales. Estas marismas/lagunas son las que parecen confirmar la hipótesis de varios autores, de que el topónimo Palos procede del latín palus, que significa 'laguna' o 'pantano'.
Por último nos encontramos en la zona meridional con la zona de «la costa», que es baja, arenosa y rectilínea. Es de gran extensión y en ella encontramos las playas de Julián, Morla y Mazagón. A lo largo de la extensión que va desde la Torre de Arenillas y la del Oro, desaguan pequeños arroyos. Es conocida también como la Costa de Castilla, puesto que es la primera que dominaron los reyes castellanos en Andalucía.

## Demografía
Palos de la Frontera cuenta con una población de 12 663 habitantes (INE 2024).
| Gráfica de evolución demográfica de Palos de la Frontera entre 1842 y 2021                                          |
| |
| Población de derecho según los censos de población del INE Población de hecho según los censos de población del INE |

## Historia
Aunque existen vestigios de poblamiento en la zona desde el Paleolítico Superior, así como numerosas leyendas que aluden a su pasado tartésico, romano, visigótico y musulmán, la más antigua concesión de Palos de la Frontera es la que realiza Sancho IV en la que cede la «casa o torre de Palos» al almirante Pay Árias Cherino (o, según otros textos, Pay Gómez) alrededor de 1295, aunque si bien Fernando IV confirma esta merced en la hija de Pay, Bereneguela Gómez, será Alfonso XI quien done definitivamente «la casa de Palos» a Berenguela y su marido Alonso Carro en 1322. De esta forma se separa de lo que había constituido el reino almohade de Niebla, al que seguía perteneciendo aún después de su conquista a mediados del siglo XIII. Palos de la Frontera era por estas fechas, como presumiblemente lo fue en toda su anterior historia, un pequeñísimo núcleo de población que subsistía de la pesca litoral, aprovechando las cualidades que, como puerto interior, al abrigo del viento y los ataques piratas, ofrecía el río Tinto.

### Edad Media

#### Los orígenes

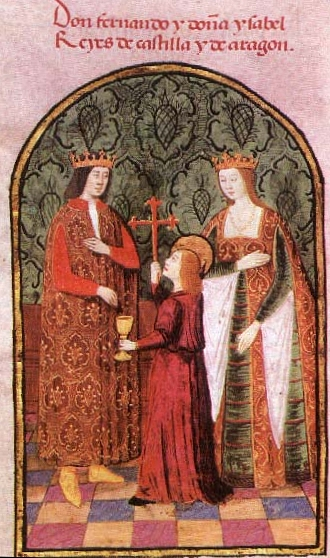
Reyes Católicos, señores de la villa de Palos

Álvar Pérez de Guzmán, verdadero fundador de la villa de Palos, contaba solo catorce años cuando el rey Juan I de Castilla, en 1379, le concedió las villas de Palos y Villalba como compensación por haberle arrebatado las localidades de Huelva y Gibraleón para cederlas a la Condesa de Medinaceli. Álvar Pérez consiguió del monarca el privilegio de eximir de cualquier impuesto real a las 50 primeras familias que se instalasen en Palos acudiendo a su iniciativa de repoblación, estableció con su legislación las bases del ordenamiento jurídico municipal y dedicó las escasas y poco fértiles tierras del término palermo al cultivo del olivo y la producción de aceite. Después de la prematura muerte de Don Álvar, su viuda, Elvira de Ayala, hija del canciller de Castilla, prosiguió su labor hasta su muerte en 1434.	Cada una de las hijas de Álvar y Elvira, llamadas Isabel y Juana, heredaron una mitad de la villa de Palos, que por sus respectivos matrimonios pasaron a ser señoríos, una mitad del Conde de Miranda y la otra del Conde de Cifuentes, que a su vez fueron disgregándose entre varios herederos.

#### La época dorada
La villa de Palos, desde mediados del siglo XV, atravesaba un período de desarrollo demográfico (unos 2700 habitantes en 1478) y económico gracias a las actividades marítimas de sus hombres, que establecieron unas prósperas relaciones comerciales con la Europa mediterránea y noratlántica, basándose en la pesca y otros productos que obtenían en la zona de Guinea.
La época dorada de Palos de la Frontera fue la década de 1470-1479, cuando la discordia sucesoria entre Juana la Beltraneja e Isabel la Católica desembocó en una guerra peninsular entre el reino de Castilla y Portugal. Ello supuso para Palos de la Frontera el respaldo real de sus incursiones a Guinea y, en definitiva, para disputarle a los portugueses, rivales en la expansión oceánica, sus territorios y negocios ultramarinos. Las principales expediciones navales castellanas, contra Portugal y sus dominios, requirieron siempre la presencia de marinos palermos, verdaderos expertos en las navegaciones atlánticas que, gracias a su pericia y hazañas, lograron fama internacional.

...porque sólo los de Palos conocían de antiguo el mar de Guinea, como acostumbrados [estaban] desde el principio de la guerra a combatir con los portugueses y a quitarles los esclavos adquiridos a cambio de viles mercancías.
Alfonso de Palencia, Crónica de Enrique IV.

Sin embargo, la guerra naval se saldó con una derrota para los Reyes Católicos, que en la Paz de Alcaçovas (1479) abandonaron todos los derechos sobre mares y tierras atlántico-africanas, excepto Canarias, a Portugal. Los dos reinos quedaron reconciliados mediante el matrimonio de la princesa Isabel de Castilla con el heredero del trono portugués. Los marinos palermos se vieron desposeídos por este tratado de unas zonas pesqueras y comerciales esenciales para su subsistencia y sobre las que, con tantos esfuerzos, se habían afianzado. En estas circunstancias, los palermos desobedecieron, por cuestión de supervivencia, lo pactado por sus Reyes y Portugal en muchas ocasiones.
En 1479 el duque de Medina Sidonia, Enrique de Guzmán, le compró a uno de los Miranda un doceavo de la villa por 2 200 000 maravedíes, a pesar de que dicha parte solo rentaba 40 000 maravedíes anuales. Poco después, en 1480, el conde de Cifuentes, Pedro de Silva, comenzó a reunificar los seis doceavos dispersos entre los miembros de su familia para, en junio de 1492, vender la mitad de la villa a los Reyes Católicos por 16 400 000 maravedíes. Por estas fechas se preparaba ya la partida de la expedición colombina. Dado que Pedro de Silva era maestresala en la Corte y que su hermano Juan desempañaba los importantes cargos de alférez mayor del rey y la reina y asistente de Sevilla, se ha interpretado la reunificación de la mitad del señorío de los Cifuentes sobre Palos como una maniobra de la Corona para evitar que el duque de Medina Sidonia anexionase la villa a sus ya extensos señoríos en la región, y asegurarse así un puerto realengo desde el que lanzar la expedición hacia las Indias.

### Edad Moderna

#### Palos de la Frontera, cuna del descubrimiento de América

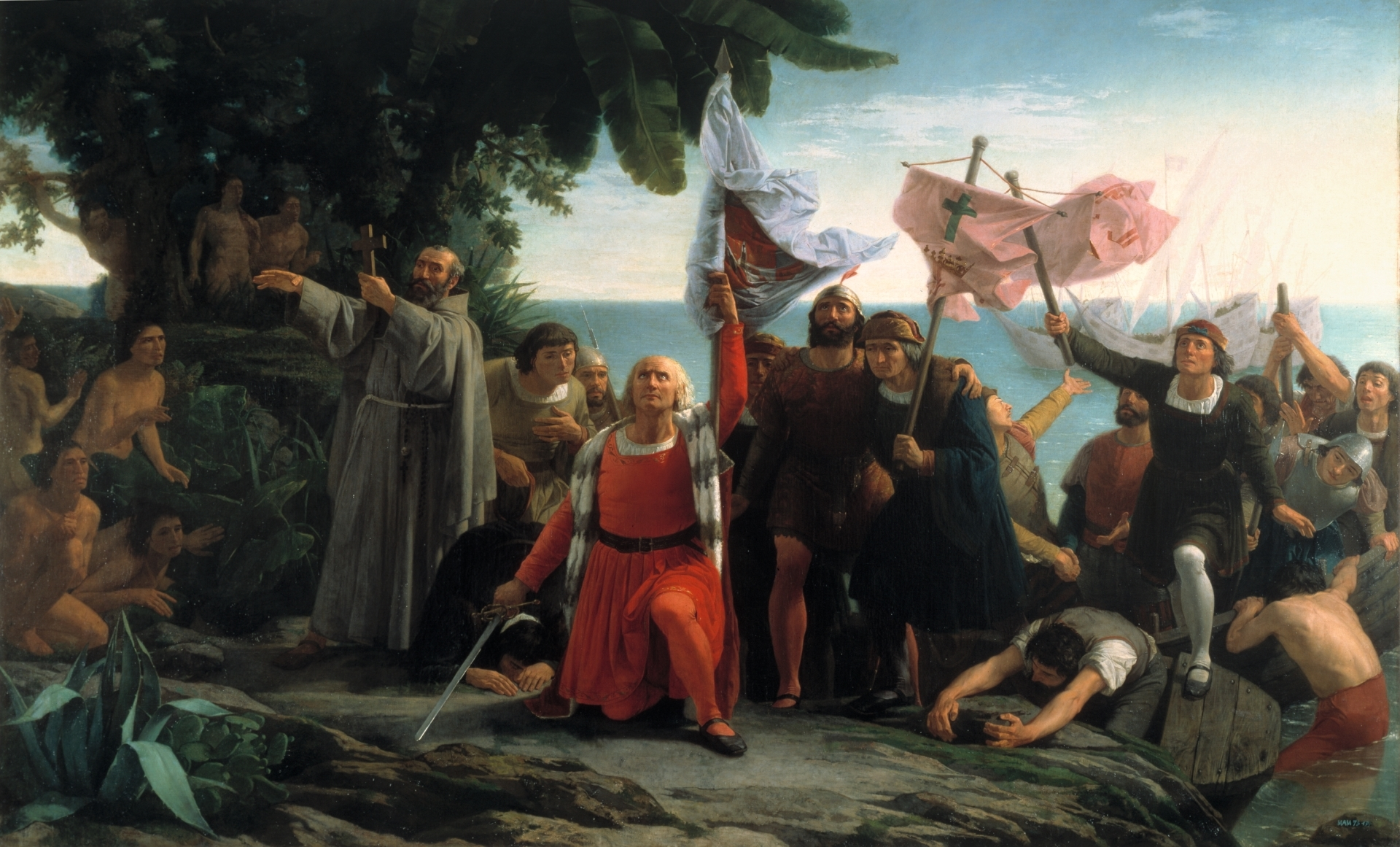
Representación romántica de Cristóbal Colón y los hermanos Pinzón a su llegada a América (Exposición Nacional (1862), Medalla de Primera clase) por Dióscoro Puebla

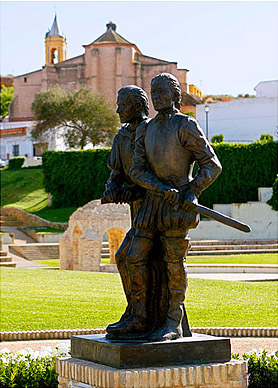
Estatua de los Hermanos Pinzón, co-descubridores de América, en Palos de la Frontera, al fondo se observa la Fontanilla, lugar donde afirma la tradición que se abastecieron de agua las naves descubridoras, y por último, al fondo, la Iglesia de San Jorge Mártir, lugar donde se dio lectura a la real provisión de los reyes católicos que obligaba, a ciertos vecinos de Palos, a aportar dos carabelas para el primer viaje de Cristóbal Colón

Palos de la Frontera es mundialmente conocido como la cuna del Descubrimiento de América. En esta ciudad -villa, en aquellos tiempos- se gestó, preparó y organizó la empresa descubridora. De su puerto partieron el 3 de agosto de 1492 las carabelas La Pinta y La Niña y la nao Santa María, con el almirante Cristóbal Colón, los hermanos Pinzón, los marineros de Palos de la Frontera y la comarca próxima rumbo a lo desconocido y que de hecho sería el descubrimiento del Nuevo Mundo, desconocido por aquel entonces para Europa.
Sus incursiones a Guinea, anteriormente bien vistas por los monarcas castellanos en sus luchas contra la corona de Portugal, se habían convertido en delictivas y objeto de castigo por el Tratado de Alcáçovas. Posiblemente por una de estas incursiones fueron condenados ciertos palermos a servir a la Corona, durante dos meses, con dos carabelas aparejadas a su costa. El 30 de abril de 1492, los Reyes ordenaron que esas naves se pusieran al servicio de Cristóbal Colón y que además se les pagasen cuatro meses al precio habitual para completar los seis meses que se preveía duraría la travesía. La Corona reducía así los gastos de la expedición y vinculaba a ella a los expertos marinos de Palos de la Frontera.
El 23 de mayo de ese mismo año dicha real provisión fue leída en la plaza de la Iglesia de San Jorge Mártir de la localidad. Sin embargo Colón seguía teniendo dificultades para reclutar tripulantes, entre otras razones porque las ordenanzas de Palos prohibían fletar barcos a las personas que no tuviesen participación en el señorío de la villa. Probablemente por ello, los Reyes adquirieron a fines de junio de 1492 la mitad de la villa de Palos perteneciente al conde de Cifuentes por 16 400 000 maravedíes. A partir de este momento los Pinzón, prestigiosa familia de navegantes palermos, decidieron tomar parte en la expedición colombina y gracias a ellos Colón pudo encontrar los marineros que necesitaba. 
Finalmente, y ultimados los preparativos, la expedición descubridora parte del puerto de Palos el 3 de agosto de 1492 con dos carabelas y una nao, llegando a tierras de América el 12 de octubre. La Santa María naufragó en tierras americanas, pero los otros dos navíos regresaron a Europa, llegando a Palos de la Frontera por separado el 15 de marzo de 1493.

##### Los Pinzón, su participación decisiva en el viaje descubridor
Esta destacada familia, los Pinzón, gozaban de gran prestigio entre los marinos de la localidad y la comarca, el mayor de estos tres hermanos, Martín Alonso Pinzón fue el capitán de la carabela La Pinta y líder natural de los marineros de Palos de la Frontera, sin su intervención Colón no habría logrado los barcos y la tripulación que necesitaba; desechó las naves contratadas por Colón, contrato las dos carabelas que debía aportar la Villa de Palos: la Pinta y la Niña y aportó medio millón de maravedíes de su fortuna personal. Su gran experiencia como navegante fue decisiva en el Descubrimiento de América. Gracias a su capacidad resolutiva y dotes de mando, se consiguió apaciguar a la marinería en los conatos de motín que Colón no fue capaz de solventar. Asimismo aconsejó a Colón variar el rumbo «a la cuarta del Oeste» (oesudoeste) lo que, a la postre, contribuyó a la llegada de la expedición a Guanahani. Su hermano Vicente Yáñez Pinzón en el viaje descubridor fue como capitán de la carabela La Niña. Realizó posteriormente, por cuenta propia o de la Corona, tres viajes más al Nuevo Mundo. Fue el primer marino europeo que navegó por el hemisferio Sur. Descubrió Brasil, fue explorador del río Amazonas y pionero en los viajes por el Golfo de México. Los reyes lo nombraron piloto Real, asesor, caballero, capitán general y gobernador de Puerto Rico. Por último Francisco Martín Pinzón era el maestre de la carabela La Pinta. Acompañó a su hermano Vicente al Brasil y pereció en el cuarto viaje de Colón.

#### Palos de la Frontera, los franciscanos y la evangelización de América

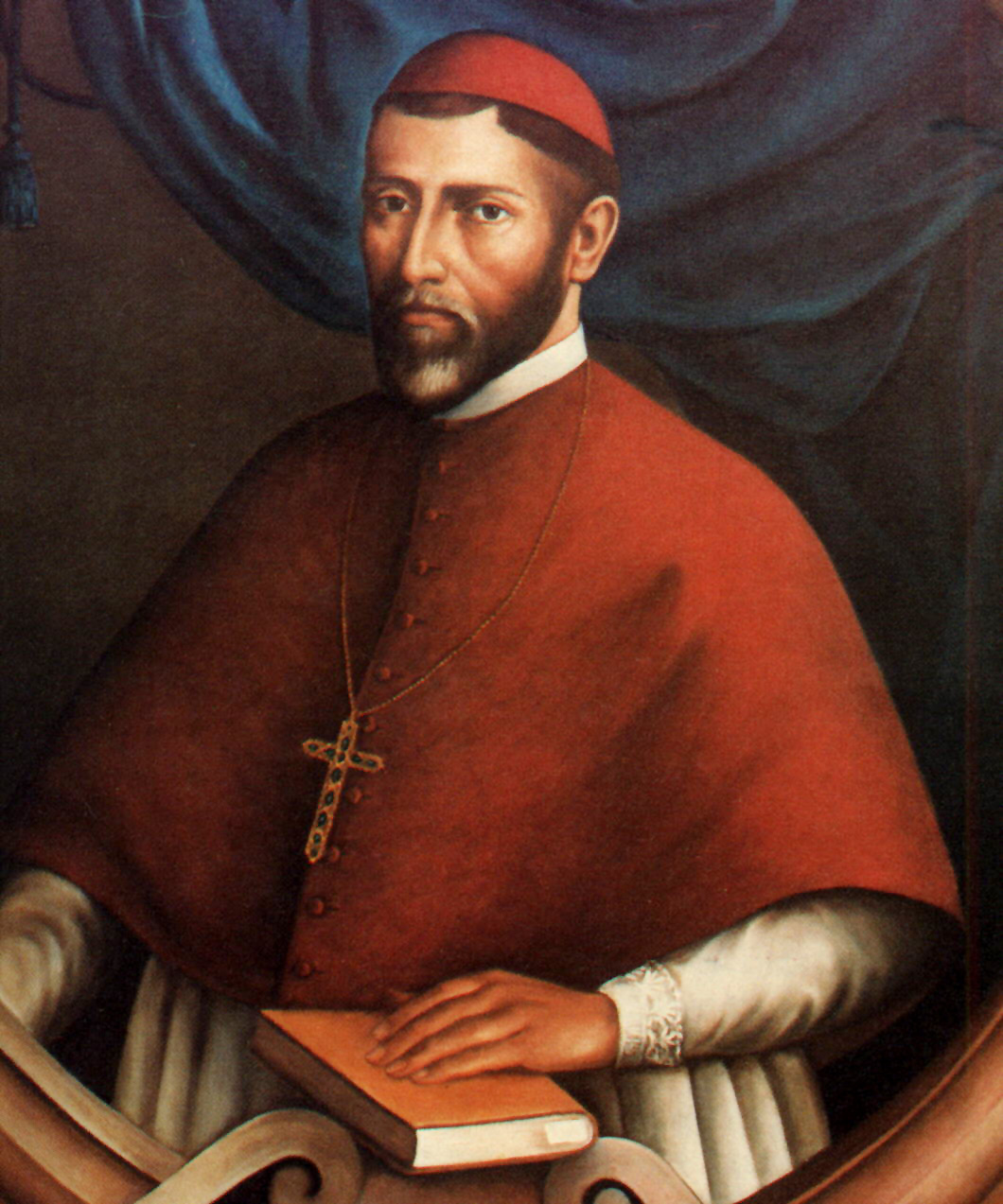
Fray Juan Izquierdo, natural de Palos de la Frontera, obispo del Yucatán

También fue destacable durante este periodo el papel del Monasterio de La Rábida, cercano a Palos de la Frontera (y en su término municipal), donde Colón encontró hospitalidad y apoyo.
Cuando se habla del papel que ha desarrollado el pueblo de Palos de la Frontera en la Historia de América, suele pensarse, casi exclusivamente, en los acontecimientos relacionados con la preparación y ejecución del primer viaje colombino. Pero, poco a poco, la investigación y el estudio nos van perfilando múltiples actuaciones en las que los palermos se muestran como destacados protagonistas en la colonización del Nuevo Mundo, entre los pioneros que ayudaron a construir los pilares de una nueva sociedad, de una nueva cultura, y participando activamente en la evangelización.

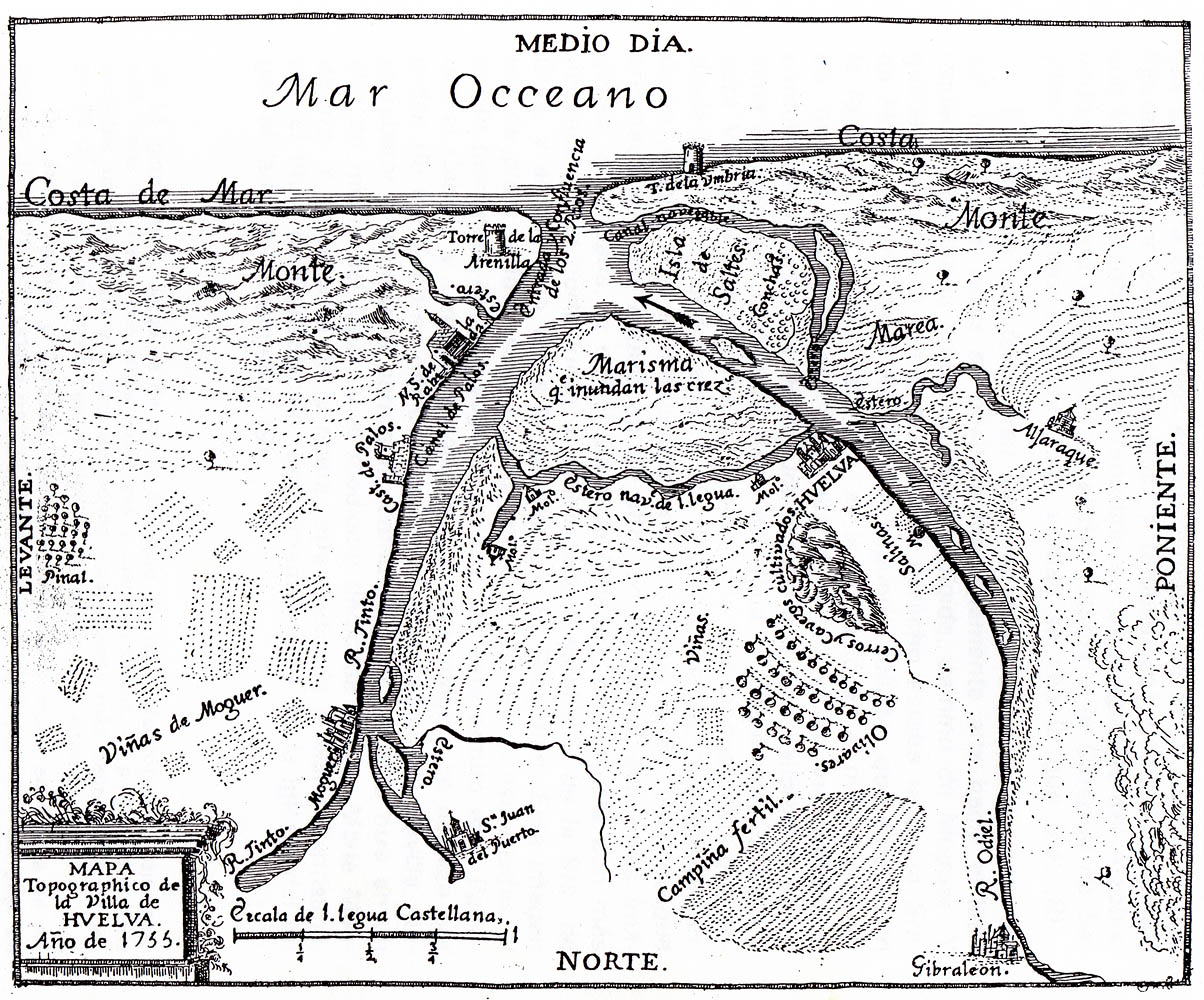
Mapa topográfico de la zona en el

Desde el fundamental apoyo que fray Antonio de Marchena y fray Juan Pérez prestaron a Cristóbal Colón cuando su ánimo desfallecía ante la adversidad, el Convento franciscano de Santa María de La Rábida siguió atentamente la evolución de los acontecimientos, erigiéndose en uno de los primeros focos de la evangelización americana. Como es lógico, la influencia del convento rabideño, propició que destacaran especialmente los franciscanos entre los primeros evangelizadores de América palermos, como el obispo fray Juan Izquierdo, fray Juan de Palos, fray Juan Cerrado, fray Pedro Salvador, fray Alonso Vélez de Guevara, fray Juan Quintero, fray Thomás de Narváez y fray Francisco Camacho, que tomaron en su mayoría los hábitos en México y Lima.
Entre estos religiosos, evangelizadores de América, destacan fray Juan de Palos que fue uno de los misioneros de los llamados Doce apóstoles de México. Realizó una gran labor de evangelización en tierras mexicanas. Resultó mártir en la Florida. El obispo fray Juan Izquierdo, fue un gran organizador de la Iglesia y la Evangelización en Yucatán, donde realizó también una importante labor educadora. Concluyó la catedral de Mérida (México) en la que está enterrado.

#### El verdadero nombre de Palos de la Frontera
Etimológicamente su denominación toponímica procede del vocablo romano Palus ('laguna'), y de hecho se llamó únicamente Palos hasta 1642, pero a mediados del siglo XVI los primeros cronistas de Indias, Gonzalo Fernández de Oviedo y Francisco López de Gómara, creyendo que Palos y Moguer eran un solo pueblo, crearon el incorrecto e inexistente Palos de Moguer, que se extendió con gran velocidad, pasando a enciclopedias y manuales de estudio. Algo parecido sucedió con fray Juan Pérez y fray Antonio de Marchena, con los que crearon un único e inexistente personaje: fray Juan Pérez de Marchena o fray Juan Antonio Pérez de Marchena.
En mayo de 1642, el Concejo municipal de Palos adoptó el nombre de Palos de la Frontera, aprovechando que el rebelde marqués de Ayamonte hizo pasar las tropas portuguesas del Guadiana al Tinto, y para poner un «apellido» a Palos, que tapara el que lo hacía desaparecer como pueblo, uniéndolo, erróneamente, a la ciudad vecina.

#### La decadencia y el renacimiento
Tras las expediciones colombinas los Reyes Católicos establecieron en Sevilla el monopolio del comercio con las «islas de Indias», Tierra Firme, Canarias y Berbería, creando la Casa de Contratación en 1503. Ello implicaba el cierre al tráfico ultramarino de los puertos de la costa andaluza, que así comenzaron un rápido declive económico.
La atracción de las Indias fue tan importante que absorbió la reducida población palerma. Los armadores y marinos más capaces e intrépidos emigraron a América o a Sevilla. La villa también tuvo que hacer frente a la competencia de las vecinas Moguer, que disponía de unos terrenos agrícolas amplios, y Huelva, donde el duque de Medina Sidonia fundó una alota. Así, en 1508 la población de Palos había bajado a 400 vecinos, unos 1800 habitantes, y a mediados de siglo, la marinera villa se encontró apenas sin naves. Los pescadores, para seguir ejerciendo su oficio, tuvieron que emigrar y contratarse en los barcos de las villas vecinas. Por esta época una gran parte de la población estaba formada por esclavos, cuyos dueños empezaron a vender a otras poblaciones más prósperas. La población había descendido de forma importante y, sin embargo, la presión fiscal se mantuvo, por lo que cada vecino hubo de pagar más, originándose un círculo vicioso, emigración; presión fiscal que acabó despoblando la villa casi por completo.
Durante más de tres siglos la población subsistió gracias a una exigua producción agropecuaria. Palos de la Frontera a pesar de haber tenido una destacada participación en los descubrimientos geográficos, se vio prácticamente abocado a la desaparición, quedando a mediados del siglo XVIII con tan solo 125 habitantes.

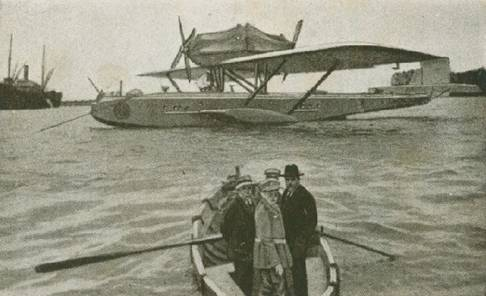
El Plus Ultra en el puerto de Palos de la Frontera, antes de iniciar el vuelo

A finales de esa misma centuria, algunos inversores catalanes, entre los que cabe destacar a D. Antonio Bueno, se dedicaron a la explotación vitivinícola de sus tierras, lo cual originó un lento pero constante crecimiento de la población, que no alcanzó las cifras precolombinas hasta mediados del siglo XX.

### Edad Contemporánea
Palos de la Frontera, pueblo marinero, ha tenido un retroceso desde finales del siglo XX en esta actividad, centrada en la captura de marisco, dejando paso a la industria, con parte importante dentro del Polo Industrial de la provincia y a una nueva agricultura que ha propiciado el renacer de las potencialidades del municipio. Es una agricultura basada en el regadío y en el cultivo del fresón de Palos, que se exporta a la mayor parte de la Unión Europea.
La refinería de La Rábida, situada en el término municipal de Palos de la Frontera, inició su operación en 1967 con una capacidad de destilación de dos millones de toneladas de crudo. Tras sucesivas ampliaciones, en la actualidad cuenta con una capacidad de 9,5 millones de toneladas y 840 empleados.

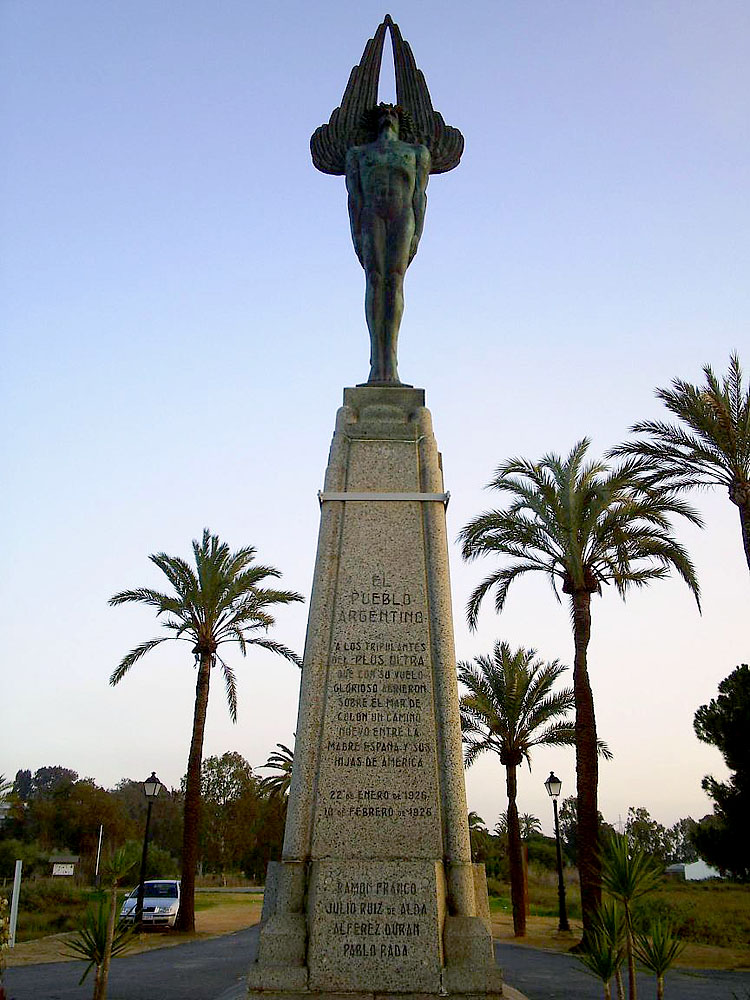
Monumento al Plus Ultra, en el muelle de la Reina, en la Rábida

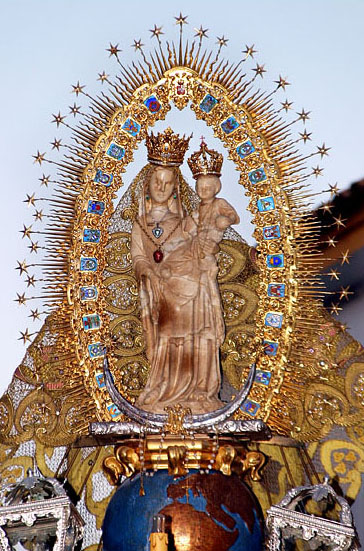
N.ª S.ª de los Milagros, patrona de Palos

#### De Palos al Plata, el vuelo del Plus Ultra
El 22 de enero de 1926, después de asistir a una misa delante de la Virgen de los Milagros que se encontraba circunstancialmente en la parroquia de San Jorge, a las 7:55 horas, salía del muelle de la Calzadilla, elevándose sobre el entorno de la Rábida, en Palos, el Plus Ultra, primer hidroavión que cruzó el Océano Atlántico. En conmemoración del primer viaje colombino, nuevamente Palos de la Frontera es elegida como inicio de una aventura transoceánica, esta vez por vía aérea.
La tripulación estaba compuesta por el comandante de infantería Ramón Franco Bahamonde, comandante del Plus Ultra, de Ferrol (La Coruña), el capitán de artillería Julio Ruiz de Alda, de Estella (Navarra), el alférez de navío Juan Manuel Durán González, de Jerez de la Frontera (Cádiz), el soldado mecánico Pablo Rada Ustárroz, de Caparroso (Navarra). Hasta Canarias llevaron al fotógrafo de Cuatro Vientos, Leopoldo Alonso, para que filmara el inicio del viaje. El avión que se empleó fue un Dornier Wal, hidroavión alemán, fabricado en Italia.
La travesía se realizó en siete etapas que culminaron en Buenos Aires (Argentina). Alfonso XIII de España donó el Plus Ultra a la Armada Argentina, donde sirvió como avión de correo hasta ser retirado del servicio. A cambio el pueblo argentino donó una estatua de Ícaro que fue situada junto al muelle de la Reina en el entorno de la Rábida.
En esa ocasión, el famoso cantor de tangos Carlos Gardel, compuso en homenaje al Plus Ultra, un tango titulado La gloria del águila en su letra dice: 

«Desde Palos, el águila vuela
y a Colón, con su gran carabela,
nos recuerda con tal emoción
la hazaña que agita todo el corazón».

Alfonso XIII aprovechó el regreso de la expedición para conceder a Palos de la Frontera el título de ciudad y a su Ayuntamiento el tratamiento de Excelentísimo, que ya había firmado en julio del año anterior, además le otorgó al alcalde de la localidad el título de Caballero cubierto, ya que protagonizó la anécdota de olvidar quitarse el sombrero ante el rey.
En 1985 Palos de la Frontera recibe el premio de turismo Pomme d'or.

#### Juan Pablo II en Palos de la Frontera
El papa Juan Pablo II visitó Palos de la Frontera el 14 de junio de 1993, dentro de su recorrido por los Lugares colombinos y el Rocío, con motivo del V Centenario del Descubrimiento y Evangelización de América. En esa primera y, hasta el momento, única visita de un sumo pontífice a Palos de la Frontera, fue coronada canónicamente la Virgen de los Milagros, patrona de la ciudad, siendo los padrinos de la coronación los reyes de España Juan Carlos I y Sofía, representados en su hija la infanta Cristina. Se da el hecho de que esta es la única imagen de la virgen coronada por Juan Pablo II en España.
El papa, después de impartir su bendición, añadió unas palabras improvisadas:

«Muchas gracias por este encuentro. Es una gran emoción encontrarse en el lugar totalmente histórico donde empezó un nuevo capítulo de la historia del mundo, de nuestro mundo, del nuevo mundo, de todo el mundo, del globo terrestre. Donde empezó también la historia de la Salvación y de la Evangelización del Continente americano. Siempre vuelven a este lugar bendito encomendándose a la Señora de los Milagros, a la Madre de los hombres, a la Reina de las Américas, todos nuestros hermanos de aquí, en España y en la otra parte del mundo. Sea alabado Jesucristo».

## Administración y política

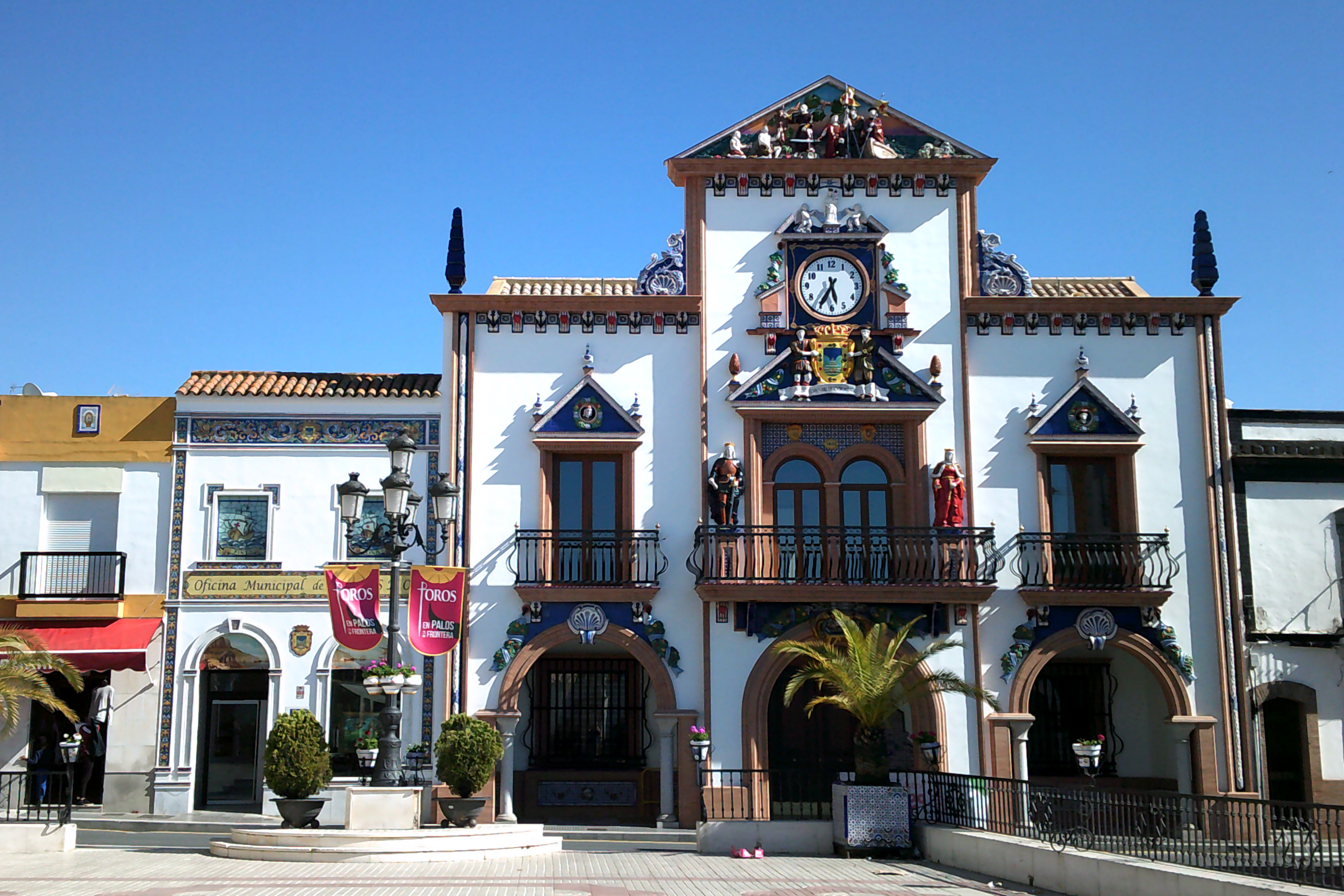
Ayuntamiento de Palos

El Excelentísimo Ayuntamiento de Palos de la Frontera se halla situado en la plaza del Comandante Ramón Franco Bahamonde, donde se encuentran dos edificios municipales, encargados de las gestiones políticas y asuntos municipales.
El ayuntamiento es el máximo organismo municipal y es el encargado de regular la vida diaria de los ciudadanos llevando asuntos como la planificación urbanística, la recaudación de impuestos municipales, la gestión de la seguridad vial, el mantenimiento de la vía pública y jardines, organización de las fiestas locales y diversos actos culturales.
En noviembre de 1975 Pilar Pulgar Fraile fue designada por el gobernador civil de Huelva, Matías Valdecantos García, alcaldesa de Palos de la Frontera y tomó posesión del cargo el 26 de noviembre, cuatro días después de que Juan Carlos I fuera proclamado rey de España, convirtiéndose en la primera alcaldesa del reinado del nuevo monarca.
El Ayuntamiento está regido por un equipo de gobierno compuesto por la fuerza o fuerzas políticas que han obtenido el mayor número de votos en las elecciones. Los concejales de la corporación municipal son elegidos cada cuatro años, mediante sufragio universal, por los ciudadanos mayores de 18 años. Está presidido por el alcalde Carmelo Romero Hernández, del Partido Popular Andaluz, desde las elecciones municipales de 1995. 
La corporación municipal, desde el año 2015, está formada por 17 concejales. En las elecciones municipales de 2023 se presentaron cinco formaciones políticas obteniendo representación en el ayuntamiento dos. La distribución actual de concejales en el Ayuntamiento es de 13 concejales para la candidatura presentada por el PP-A y 4 para la que presentó el PSOE-A..
| Periodo   | Nombre                   | Partido | Partido                                  |
| --------- | ------------------------ | ------- | ---------------------------------------- |
| 1979-1983 | Pilar Pulgar Fraile      |         | Independiente                            |
| 1983-1987 | Juana Pérez Romero       |         | Partido Socialista Obrero Español (PSOE) |
| 1987-1995 | Pilar Pulgar Fraile      |         | Independiente                            |
| 1995-2024 | Carmelo Romero Hernández |         | Partido Popular (PP)                     |
| 2024-act. | Milagros Romero Artero   |         | Partido Popular (PP)                     |

| Partido político    | Partido político                                  | 1979   | 1983   | 1987   | 1991   | 1995   | 1999   | 2003   | 2007   | 2011   | 2015   | 2019   | 2023   |
| Partido político    | Partido político                                  | Ediles | Ediles | Ediles | Ediles | Ediles | Ediles | Ediles | Ediles | Ediles | Ediles | Ediles | Ediles |
|                     | Partido Popular (PP)-Alianza Popular (AP)         | —      | 4      | —      | 0      | 7      | 9      | 9      | 8      | 7      | 11     | 11     | 13     |
|                     | Partido Socialista Obrero Español (PSOE)          | 2      | 8      | 4      | 3      | 5      | 4      | 3      | 5      | 4      | 4      | 5      | 4      |
|                     | Ciudadanos (CS)                                   | —      | —      | —      | —      | —      | —      | —      | —      | —      | —      | 1      | —      |
|                     | Unión de Centro Democrático (UCD)                 | 0      | —      | —      | —      | —      | —      | —      | —      | —      | —      | —      | —      |
|                     | Partido Comunista de España (PCE)                 | 0      | —      | —      | —      | —      | —      | —      | —      | —      | —      | —      | —      |
|                     | Organización Revolucionaria de Trabajadores (ORT) | 0      | —      | —      | —      | —      | —      | —      | —      | —      | —      | —      | —      |
|                     | Partido Andalucista (PA)                          | —      | —      | —      | 1      | 1      | —      | —      | —      | —      | —      | —      | —      |
|                     | Izquierda Unida (IU)                              | —      | —      | 0      | —      | 0      | 0      | —      | —      | —      | —      | —      | —      |
|                     | Agrupación Electoral Independiente                | 11     | —      | 7      | 9      | —      | —      | —      | —      | —      | —      | —      | —      |
|                     | Agrupación Electoral Palermos por Palos           | —      | —      | 2      | —      | —      | —      | —      | —      | —      | —      | —      | —      |
|                     | Candidatura Independiente Popular (CIP)           | 0      | —      | —      | —      | —      | —      | —      | —      | —      | —      | —      | —      |
|                     | Agrupación Independiente de Mazagón (AVEMA)       | —      | —      | —      | —      | 0      | 0      | 0      | 0      | 0      | 0      | 0      | 0      |
|                     | Partido Independiente de Mazagón (PIM)            | —      | —      | —      | —      | —      | —      | —      | 0      | 0      | —      | —      | —      |
|                     | CLI                                               | —      | 1      | —      | —      | —      | —      | —      | —      | —      | —      | —      | —      |
|                     | Grupo Independiente de Huelva (GIHU)              | —      | —      | —      | —      | —      | —      | 1      | —      | —      | —      | —      | —      |
|                     | Agrupación Palerma Independiente (APIN)           | —      | —      | —      | —      | —      | —      | —      | —      | 2      | 2      | —      | —      |
| Total de concejales | Total de concejales                               | 13     | 13     | 13     | 13     | 13     | 13     | 13     | 13     | 13     | 17     | 17     | 17     |

## Economía

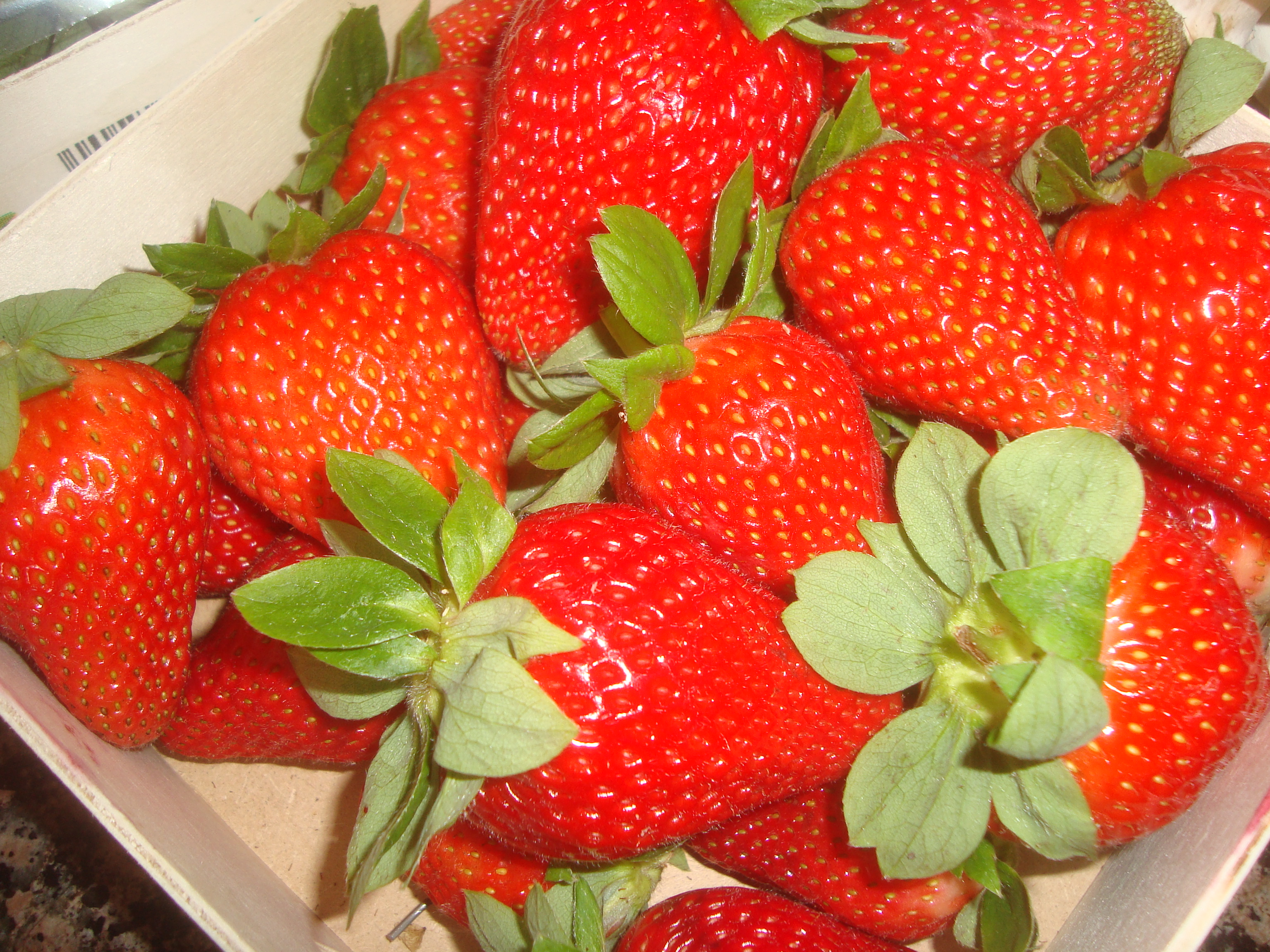
El Fresón de Palos es el motor económico del municipio

La superficie de los cultivos herbáceos es de 879 hectáreas y la de los cultivos leñosos 142, los principales cultivos son la fresa y el fresón, el olivar, el melocotonero y el Triticale.

### Evolución de la deuda viva municipal
El concepto de deuda viva contempla sólo las deudas con cajas y bancos relativas a créditos financieros, valores de renta fija y préstamos o créditos transferidos a terceros, excluyéndose, por tanto, la deuda comercial.
| Gráfica de evolución de la deuda viva del Ayuntamiento entre 2008 y 2022                                                         |
| |
| Deuda viva del Ayuntamiento de Palos de la Frontera, en miles de euros, según datos del Ministerio de Hacienda y Función Pública |

## Cultura

### Patrimonio
Entre sus monumentos destacan: 

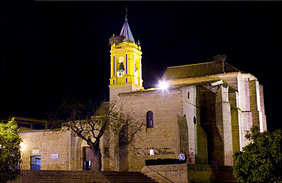
Iglesia de San Jorge

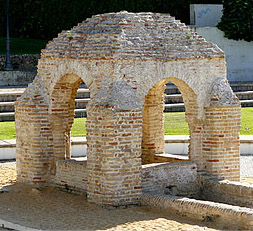
La Fontanilla

- La iglesia parroquial de San Jorge Mártir, de estilo gótico mudéjar, con una puerta mudéjar llamada la de los Novios. En su interior se pueden contemplar una imagen en alabastro del siglo XIII con la figura de Santa Ana, un retablo de cerámica toscano del siglo XVII y unos frescos renacentistas del siglo XVI.[56] En esta iglesia se dio lectura a la Real Provisión, que ordenaba a Diego Rodríguez Prieto y otros vecinos de la villa de Palos, a que tuvieran preparadas dos carabelas para partir con Cristóbal Colón.[20]

- El Puerto de Palos, fue el puerto del que partió, el 3 de agosto de 1492, la expedición descubridora, capitaneada por Cristóbal Colón al mando de la carabela o nao Santa María y las carabelas Pinta y Niña.

- El castillo. Junto a la iglesia, en un cabezo, encontramos los restos del castillo de Palos, los cuales han sido motivo de intervenciones arqueológicas en varias ocasiones.[57][58]

- La Casa Museo de Martín Alonso Pinzón, en la que se pueden admirar útiles de navegación, pinturas y mapas relacionados con la gesta colombina; las visitas se realizan previa cita en el Ayuntamiento.[59]

- La Fontanilla. Saliendo de Palos de la Frontera se llega a la Fontanilla. Desde la Puerta de los Novios de la Iglesia de San Jorge, se accedía a la Fontanilla, junto a la cual se encontraba el histórico Muelle del que partió la expedición descubridora, y que era la fuente pública de Palos de la Frontera, protegida por un templete cuadrangular de ladrillos construido en el siglo XIII y de estilo mudéjar, donde, según afirma la tradición, se abastecieron de agua las naves Santa María, la Niña y la Pinta.

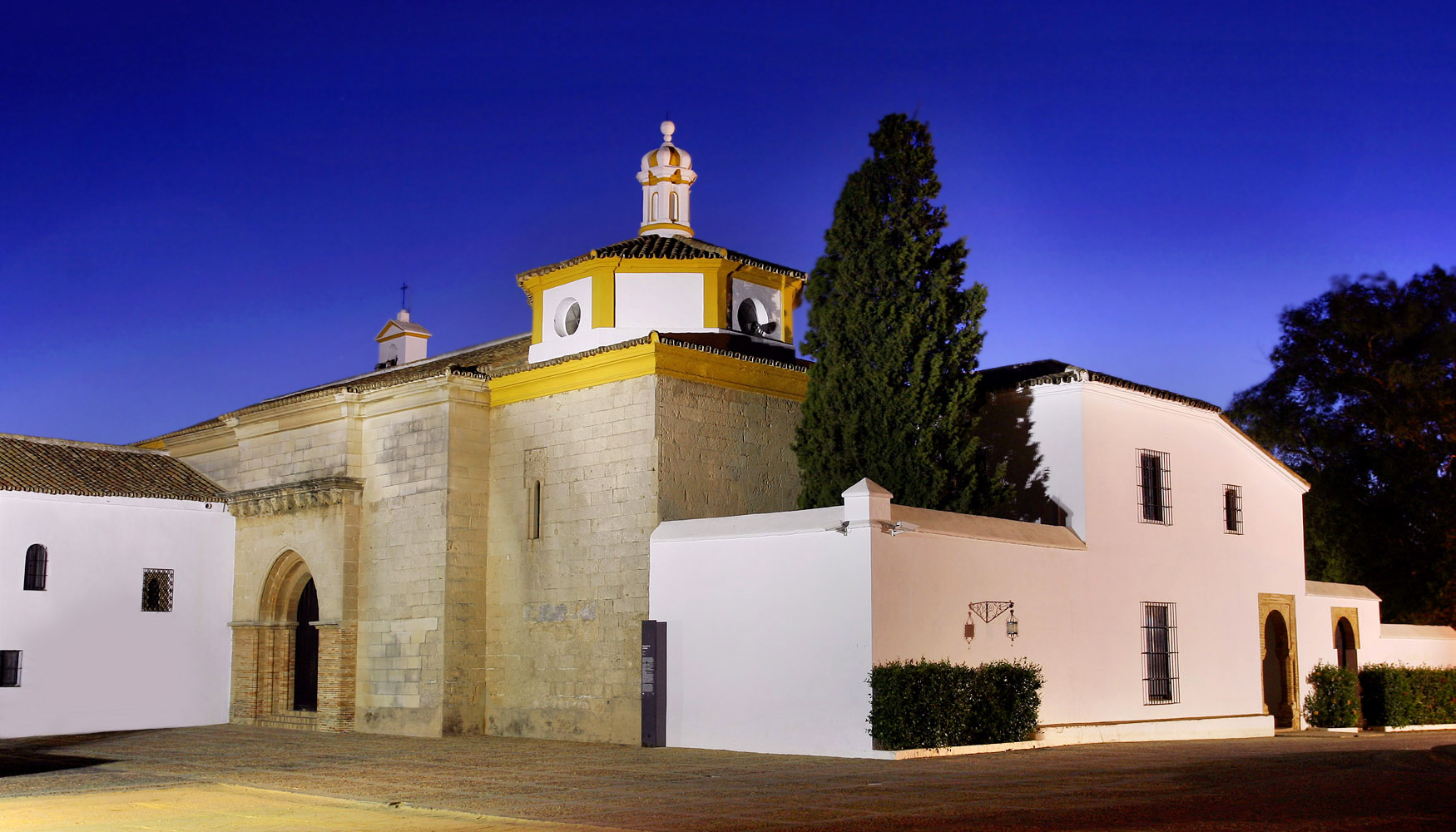
Monasterio de La Rábida

- Muelle de la Calzadilla. Pequeño muelle construido para la conmemoración del IV Centenario del Descubrimiento de América y que fue restaurado a finales del siglo XX. Desde este lugar partió la histórica expedición del Plus Ultra el 22 de enero de 1926, y que hizo el recorrido 'Palos de la Frontera-Buenos Aires. A su regreso el 5 de abril de 1926 la tripulación fue recibida por el rey Alfonso XIII.

- La estatua de Martín Alonso Pinzón, capitán y armador de esta villa y protagonista de la hazaña del Descubrimiento.

- Monasterio de La Rábida y su entorno.

En la carretera hacia Huelva encontramos el paraje de la Rábida, uno de los más bellos rincones del municipio y en él encontramos el monasterio franciscano de La Rábida. El monasterio es el lugar donde se fraguó el viaje de Colón. Erigido en los siglos XIV-XV, sobresalen por su interés artístico la iglesia gótico-mudéjar en la que se pueden admirar un crucificado y la Virgen de los Milagros, del siglo XV, delante de la cual oraron Colón y los marinos que realizaron la empresa descubridora. Son de destacar también las estancias decoradas con frescos de Daniel Vázquez Díaz, el claustro y el museo, donde se conservan numerosos objetos conmemorativos del Descubrimiento de América. Tiene de 2000 m² de extensión y es de planta irregular.

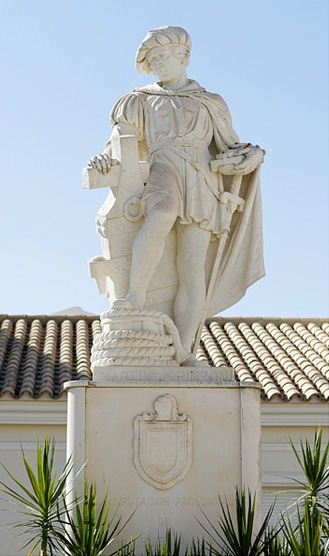
Estatua de Martín Alonso Pinzón

El monasterio a lo largo de los más de 500 años de su historia ha sufrido modificaciones, sobre todo a raíz del terremoto de Lisboa de 1755. En este monasterio se hospedó Cristóbal Colón años antes de partir hacia el Nuevo Mundo.
El monasterio fue declarado Monumento Nacional en 1856. Mereció además la declaración de Primer Monumento histórico de los pueblos Hispánicos.
También se puede visitar en este entorno el Monumento a los Descubridores. A él se llega por una avenida en la que se muestran todos los escudos de los países iberoamericanos, realizados en azulejos. Cerca encontramos el parque botánico José Celestino Mutis, con especies autóctonas y americanas. También en este entorno se encuentra la Universidad Internacional de Andalucía, Sede Iberoamericana Santa María de la Rábida, el Foro Iberoamericano, construcción moderna y de multiusos como palacio de congresos, conciertos y espectáculos, El Muelle de la Carabelas, enfrente, lugar de exposición permanente, donde podemos revivir la aventura americana y se pueden visitar las réplicas de las carabelas que se realizaron para la celebración del V Centenario. Río abajo encontramos el Muelle de la Reina, donde, a través de Ícaro, se conmemora el primer vuelo entre España y América, el del hidroavión Plus Ultra.
- Mazagón. En la costa se puede visitar las playas de Mazagón, un Parador de Turismo y el Puerto Deportivo con modernas instalaciones.

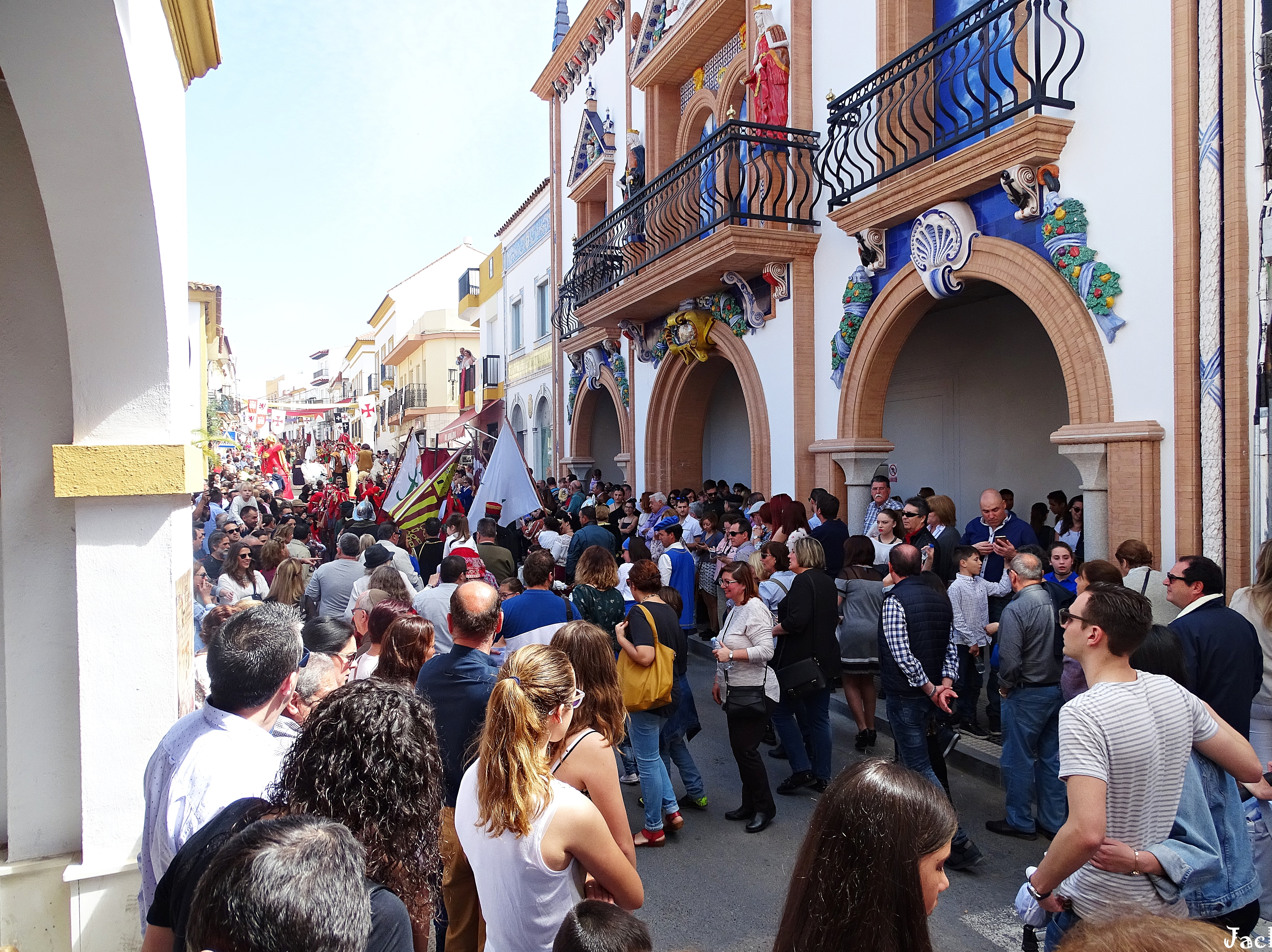
Feria Medieval del Descubrimiento

### Fiestas y tradiciones
- Fiestas patronales de San Jorge Mártir. El día 23 de abril, se celebra la fiesta del patrón de la localidad. Este santo mártir es el patrón de la ciudad desde la fundación de la parroquia que lleva su mismo nombre. Dicho día se celebra por la mañana una solemne función religiosa y por la tarde se realiza la procesión con la imagen del santo patrón.
- El 15 de agosto, día de la Asunción de María, se celebra la fiesta a N.ª S.ª de los Milagros, donde después de la solemne Función Eucarística en la mañana de dicho día, se realiza la magna procesión de la patrona por las principales calles de la ciudad durante la tarde-noche.[66]
- Romería de N.ª S.ª de los Milagros. El último fin de semana de agosto se celebra la romería de la patrona en el paraje de La Rábida, con el típico colorido andaluz de este tipo de celebraciones en torno a la figura de la virgen María.[66]
- Se conmemoran las efemérides de la salida de las carabelas, el 3 de agosto, el regreso de las carabelas Pinta y Niña, el 15 de marzo, el Descubrimiento de América, el 12 de octubre y la salida del Plus Ultra, el 22 de enero.
- En torno al 15 de marzo (día local de Martín Alonso Pinzón), se celebran la Feria medieval del Descubrimiento, «Fiestas Conmemorativas del Regreso de las Carabelas Pinta y Niña al Puerto de Palos de la Frontera», convirtiendo la localidad en una villa típica del siglo XV. Esta feria se suele celebrar el fin de semana posterior al 15 de marzo.[67]Está declarada como Fiesta de Interés Turístico de Andalucía.[68]
- Durante los meses de julio y agosto, la Diputación Provincial programa actividades culturales en el Foro Iberoamericano.

### Artesanía y gastronomía
A lo largo de la ciudad podremos encontrar diferentes muestras de artesanía, tanto local como de la provincia. La ubicación geográfica de Palos de la Frontera le permite contar con productos de alta calidad, tan diversos como el marisco (gambas blancas, langostinos o cigalas) y el jamón ibérico, amén de una excelente gama de vinos del Condado de Huelva y vino mosto propio. Como platos típicos sobresalen los elaborados con pescados como caballas con tomate o chocos con patatas, además de otros platos típicos como las habas enzapatás. También es notable su repostería donde destacan los hornazos de almendra y cidra.
Pero el producto de especial relevancia es el fresón, que se ha convertido durante las últimas décadas en el motor económico de la localidad.

### Deporte
- Fútbol: el Club Deportivo Pinzón, fundado en 1966, es el club de fútbol de la ciudad y juega en la Primera División Andaluza.

### Ciudades hermanadas
Palos de la Frontera, al igual que otras ciudades participa activamente en el hermanamiento de ciudades que promueve el intercambio cultural, amistoso y humano entre distintas zonas del mundo. La localidad está hermanada con las siguientes ciudades:
- Ancud, Chile
- Asís, Italia
- Bayona, España
- Cabo de Santo Agostinho, Brasil
- Columbus, Ohio, Estados Unidos
- Columbus, Tejas, Estados Unidos
- Isla de Chiloé, Chile
- Lagos, Portugal
- Latina, Italia
- Nerva, España
- Ofunato, Japón
- Los Palos, Cuba
- Puerto Iguazú, Argentina
- San Sebastián de la Gomera, España
- San Juan del Puerto, España
- Sanlúcar de Barrameda, España
- Santa Fe, España
- Santiago de Cali, Colombia
- Santiago de Chile, Chile
- Santo Domingo, Chile
- Santoña, España
- Sonsonate, El Salvador
- Soyaux, Francia